# Philodromus catagraphus
Philodromus catagraphus là một loài nhện trong họ Philodromidae.
Loài này thuộc chi Philodromus. Philodromus catagraphus được Eugène Simon miêu tả năm 1870.